# Mark Harris (football)
Pour les articles homonymes, voir Mark Harris.
Mark Harris, né le 29 décembre 1998 à Swansea au Pays de Galles, est un footballeur international gallois qui évolue au poste d'ailier gauche à Oxford United.

## Biographie

### Carrière en club
Né à Swansea au Pays de Galles, Mark Harris est formé par Cardiff City. En décembre 2016, il signe son premier contrat professionnel. Il joue son premier match en professionnel le 8 janvier 2017, lors d'une rencontre de coupe d'Angleterre face au Fulham FC. Il entre en jeu à la place de Greg Halford et son équipe s'incline par deux buts à un,.
Le 2 août 2018, Mark Harris est prêté à Newport County jusqu'en janvier 2019,.
Le 23 janvier 2019, Harris est cette fois-ci prêté au Port Vale FC jusqu'à la fin de la saison.

### En sélection
En août 2021, il est convoqué pour la première fois avec l'équipe nationale du Pays de Galles. Le 1er septembre 2021, il figure pour la première fois sur le banc des remplaçants de l'équipe nationale A, mais sans entrer en jeu, lors d'une rencontre amicale face à la Finlande (score : 0-0). Quatre jours plus tard, il honore sa première sélection à l'occasion d'un match face à la Biélorussie, lors des éliminatoires du mondial 2022. Il entre en jeu à la place de Rubin Colwill lors de cette rencontre remportée par son équipe (2-3 score final).
Le 9 novembre 2022, Harris est sélectionné par Rob Page pour participer à la Coupe du monde 2022.